# Paepalanthus cururensis
Paepalanthus cururensis är en gräsväxtart som beskrevs av Harold Norman Moldenke. Paepalanthus cururensis ingår i släktet Paepalanthus och familjen Eriocaulaceae. Inga underarter finns listade i Catalogue of Life.